# أناتولي بوجدانوف
أناتولي بوجدانوف (الروسية: Богданов, Анатолий Валентинович) (7 يونيو 1981 بسانت بطرسبرغ في روسيا - ) هو لاعب كرة قدم روسي وكازاخستاني في مركز الوسط. شارك مع منتخب كازاخستان لكرة القدم. أما مع النوادي، فقد لعب مع نادي آكتوبه ونادي توبول ونادي شاختار قراغندي ونادي فوستوك وأوكزهيتبيس ‏.

## وصلات خارجية
- أناتولي بوجدانوف على موقع الاتحاد الأوربي (الإنجليزية)
- أناتولي بوجدانوف على موقع قاعدة بيانات كرة القدم.إي يو (الإنجليزية)
- أناتولي بوجدانوف على موقع ناشيونال فوتبول تيمز (الإنجليزية)
- أناتولي بوجدانوف على موقع Soccerway.com (الإنجليزية)